# Snědek Kochův
Snědek Kochův (Ornithogalum kochii, syn. Ornithogalum orthophyllum subsp. kochii) je druh jednoděložné rostliny z čeledi chřestovité (Asparagaceae).

## Popis
Jedná se o asi 10–20 cm vysokou vytrvalou rostlinu s vejcovitou podzemní cibulí, která má do 2 cm v průměru, vedlejší cibulky chybí. Listy jsou jen v přízemní růžici, přisedlé. Čepele jsou úzce čárkovité, žlábkovité, se zřetelným bílým pruhem uprostřed, asi 4–8 mm široké. Květy jsou v květenstvích, kterým je chocholík, který obsahuje nejčastěji 6-10 květů, listeny na bázi květních stopek jsou až 2,5 cm dlouhé. Okvětních lístků je 6, jsou volné, asi 12–17 mm dlouhé a asi 3–4 mm široké. Jsou svrchu bílé barvy, na rubu zelenavé s asi 1 mm silným bílým okrajovým pruhem, na vrcholu jsou okrouhle zašpičatělé, ve středu nevýrazně hrotité. Tyčinek je 6. Gyneceum je srostlé ze 3 plodolistů, semeníky mají hrany sblížené po 2. Plodem je tobolka, dolní a střední tobolky obsahují 15.40 semen.

## Rozšíření ve světě
Snědek Kochův roste hlavně ve střední a jižní Evropě s přesahem do Asie.

## Rozšíření v Česku
V ČR roste v teplých oblastech Čech i Moravy, místy je celkem běžný. Najdeme ho na sušších loukách a ve světlejších lesích, hlavně v doubravách a akátinách. Kvete nejčastěji v květnu.